# Elliptera zipanguensis
Elliptera zipanguensis là một loài ruồi trong họ Limoniidae. Chúng phân bố ở miền Cổ bắc.